# 벨리즈
벨리즈(영어: Belize 벨리즈[*], 문화어: 벨리제)는 중앙아메리카의 유카탄반도 남쪽에 위치하며, 카리브해에 접해 있는 독립국이다. 북쪽으로는 멕시코, 서쪽으로는 과테말라와 국경을 접하고 있으며, 남동쪽으로는 온두라스 만을 사이에 두고 온두라스와 접한다.
아름다운 바다와 산호초가 있기 때문에 "카리브 해의 보석"이라고 부르기도 한다. 공용어는 영어를 사용하지만, 스페인어도 적지 않은 수이며, 사실상 영어 및 스페인어가 이 나라의 공용어 역할을 하는 셈이다. 수도는 벨모판이며, 최대 도시는 벨리즈시티이다. 주민 구성은 이웃 나라인 과테말라, 온두라스, 멕시코처럼 메스티소의 수가 많은 편이다.
원래 독립 당시에는 벨리즈시티가 수도였으나 잦은 해일과 강풍의 피해로 수도 기능이 상실되면서 내륙지역인 벨모판으로 천도하였다.

## 역사

영국령 온두라스의 기

16세기 스페인령으로 멕시코에 편입되었다. 17세기 영국인이 들어와 살기 시작한 후 영유권 갈등을 겪은 후 1862년 영국에 식민지가 되었다. 1981년 영국으로부터 완전 독립을 달성하였다. 독립 이전에는 영국령 온두라스라고 불렸다. 1985년 유엔에 가입하였다. 2008년 2월, 벨리즈 사상 최초의 흑인 수상인 연합민주당의 딘 배로우(Dean Barrow) 수상이 취임하였다.

## 정치
정부 형태는 영국 국왕을 국가 원수로 하는 입헌군주제 국가이자 영국 연방 왕국의 일원이다. 현재 벨리즈 국왕은 영국 국왕 찰스 3세이며, 그 대리인으로서 총독이 파견되어 있다. 총독은 실권을 갖고 있지 않다.
의회는 원로원(상원)과 대의원(하원)의 양원제 의회이다. 하원은 총 의석 수는 29석이다. 의원은 국민이 직접 선거로 선출하며 임기는 5년이다. 2003년 3월 5일 선거에서는 PUP(인민연합당)이 21석, UDP(민주연합당)이 8석을 차지했다. 상원은 12석이며 그 중에 6석을 수상이 임명하며, 3석을 야당 당수가 임명하고, 마지막 3석을 종교 단체 등에서 의원을 지명한다. 총리의 경우 하원 제1당의 당수를 총독이 총리로 임명한다. 의원 내각제이다.

## 경제
농산물에 의존하는 농업 경제로서, 농수산품이 전체 수출에 80%를 차지한다. 최근 관광산업이 빠르게 발전하여 연간 관광객 수가 100만명, 관광 수입이 1억달러에 이르고 있다. 그러나 디폴트를 공식적으로 선언한 적이 있다

## 지리
벨리즈는 온도 강, 사르스툰 강의 지류가 중심부를 흐른다. 북쪽 지방은 거의 평평하고 해안가에 가면 늪 지대가 있다. 대체적으로 삼림이 빽빽하게 우거져 있으며 식물군이 아주 다양하여서 지리적 특질을 이룬다. 남쪽 지역에서는 마야 산맥이 있다. 가장 높은 곳은 도일스 딜라이드(Doyle's Delight)로서 해발 1,124m이다. 카리브 해의 연안은 산호초로 450여 개의 산호섬과 연결되며, 322km에 달하는 벨리즈의 긴 해안선을 이룬다.

## 스포츠
다른 영국령 카리브해 국가들이 크리켓 등에 관심 있는 것과는 달리, 미국 스포츠가 매우 발달하여 농구, 축구 등이 인기가 높다. 카요 구에서는 야구와 소프트볼이 매우 인기가 높다.

## 기후
열대기후가 나타나므로 매우 덥고 습하다. 우기는 5월에서 11월까지 지속된다. 허리케인이 자주 닿는 곳이어서 홍수 따위의 자연 재해가 동반 발생하기도 한다.

## 주민
주민은 메스티소가 48.7%, 아프리카계 크리올이 24.9%, 마야족이 10.6%, 카리브해의 섬들로부터 온 가리푸나가 6.1%, 그 외 9.7%(화교, 백인 등)이다.

## 언어
공용어는 영어이나 제2언어(영어가 모어인 주민은 3.9%)의 성격이 짙고, 국민의 46%는 에스파냐어가 모어(母語)이다. 그 밖에 마야어, 가리푸나어, 크리올 등이 사용되고 있다.

## 종교
2010년 인구조사에 따르면 상당수가 기독교 신자로, 로마 가톨릭교회가 40.1%, 개신교가 31.8%를 차지하고 있고, 이외에 여호와의 증인 1.7%, 기타 종교 10.3%, 무종교 15.5% 이다

## 군사
모병제를 실시하지만, 신병이 목표치에 이르지 못하면 징병제도 시행 가능한 국가다.
벨리즈 국방군(Belize Defence Force, BDF)은 벨리즈의 주권 보호를 목적으로 한다. 국가안전보장 기관의 밑에 위치하며 지상 부대와 항공단, 연안경비대, 출입국관리국, 국립과학조사국 등을 포함한다. 2007년 시점으로 총원 1,050인, 예비역 700인으로 구성되어 있다. 영국 육군이 30명이 2011년까지 주둔해 있었다.

### 군사 장비
| 메이커/모델          | 타입     | 제조국 | 수량 |
| 칼 구스타프 무반동총 | 무반동총 | 스웨덴 | 6    |
| L16 81mm 박격포      | 박격포   | 영국   | 6    |

| 메이커/모델명        | 타입        | 제조국    | 수량 | 기타                                             |
| 브리튼 노르만 디펜더 | 군용 수송기 | 영국      | 2    | 2012년 시점 BN-2A 디펜더와 BN-2B 디펜더 각각 1대 |
| 세스나 182J          | 수송기      | 미국      | 1    | BDF-03                                           |
| 슬링스비 T67M-260    | 훈련기      | 대영 제국 | 1    |                                                  |

## 대외 관계
1987년 대한민국과 외교관계를 맺었으며, 주 엘살바도르 한국대사가 주 벨리즈 대사 역할을 겸임하고 있다. 중화민국, 조선민주주의인민공화국과도 수교하고 있다.

## 행정 구역

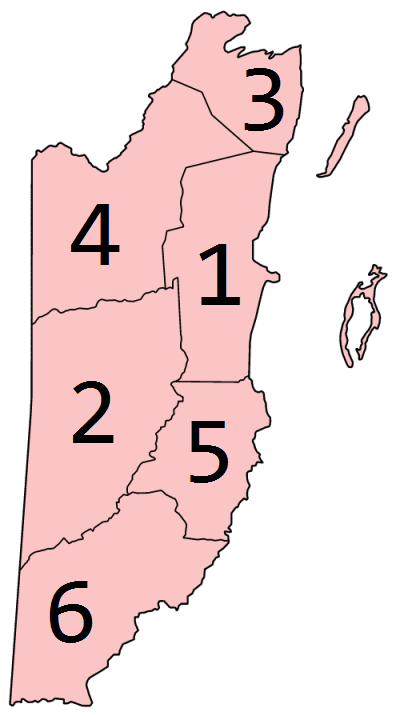
벨리즈의 행정 구역

벨리즈는 6개의 구로 나뉘어 있다. 최대 도시는 옛 수도인 벨리즈시티이고, 제2의 도시는 오렌지워크이다. 현재의 수도 벨모판은 카요 구에 있다.
|   | 주                         | 주요 도시    | 면적 (km2) | 인구 (2005년) 추계 | 행정 코드 | 행정 코드 |
| - | -------------------------- | ------------ | ---------- | ------------------ | --------- | --------- |
| 1 | 벨리즈 구(Belize)          | 벨리즈시티   | 4,204      | 87,000             | BZ        | BZD       |
| 2 | 카요 구(Cayo)              | 샌이그나시오 | 5,338      | 66,800             | CY        | CYO       |
| 3 | 코로살 구(Corozal)         | 코로살       | 1,860      | 35,500             | CZ        | CZL       |
| 4 | 오렌지워크 구(Orange Walk) | 오렌지워크   | 4,737      | 47,000             | OW        | OWK       |
| 5 | 스탠크리크 구(Stann Creek) | 당그리가     | 2,176      | 30,000             | SC        | SCK       |
| 6 | 털리도 구(Toledo)          | 펀타고타     | 4,648      | 27,600             | TO        | TOL       |

## 명소
- 그레이트 블루홀
- 벨리즈 산호초 보호지역
- 벨리즈시티

## 인용 문서
1. ↑  sub은 "~아래에"라는 뜻의 라틴어 전치사로 뒤에 5격(탈격)이 따라오는 5격 지배 전치사이다. umbra는 "그늘(shadow)"이라는 뜻을 가진 라틴어 여성형 명사 umbra(f.)의 5격(탈격) 단수형이다. floreo는 "꽃피우다, 번영하다"라는 뜻의 라틴어 동사 floreo(florere-florui)의 1격(주격) 단수 현재 능동태 직설법 형태로 "나는 번영한다"라고 해석할 수 있다.
2. ↑  “Statistical Institute of Belize Presents Key Findings of the 2022 Population and Housing Census” (PDF). Statistical Institute of Belize. 2024년 4월 8일. 2024년 4월 10일에 원본 문서 (PDF)에서 보존된 문서. 2024년 4월 12일에 확인함.
3. 1 2 3 4  “World Economic Outlook Database, October 2024 Edition. (Belize)”. 《IMF.org》. 국제 통화 기금. 2024년 10월 10일. 2025년 1월 2일에 확인함.
4. ↑  “Human Development Report 2023/24” (PDF) (영어). 유엔 개발 계획. 2024년 3월 13일. 2024년 9월 10일에 확인함.
5. ↑  “"Belize Population and Housing Census 2010: Country Report"” (PDF). 《Statistical Institute of Belize. 2013.》. 2016년 1월 27일에 원본 문서 (PDF)에서 보존된 문서.
6. ↑  Military Balance 2007
7. 1 2 3 4 5 6  IISS (2012), p. 374

### 참고 문헌
- International Institute for Strategic Studies (IISS) (2012). 《The Military Balance 2012》. London: IISS. ISSN 0459-7222.
- Christopher Langton, Military Balance 2007, Routledge